# Manga raglán

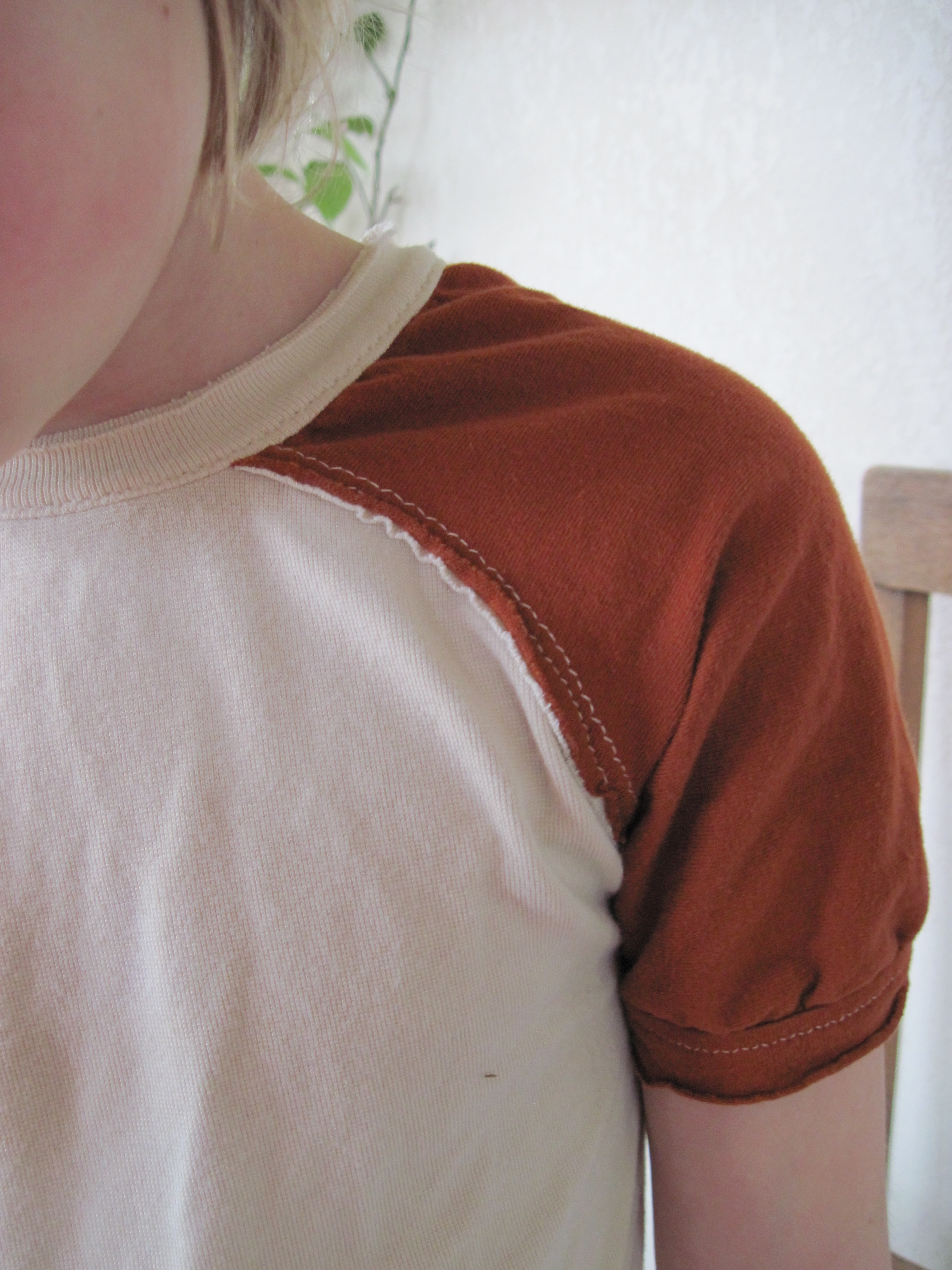
Camiseta con manga raglán en diferente color.

La manga raglán o manga raglan, también llamada manga ranglán o manga ranglan, es una especie de manga que se caracteriza porque se extiende en una sola pieza desde el cuello, cubriendo el hombro y dejando una costura en diagonal desde el corte hasta la clavícula, lo que proporciona un aspecto relativamente indefinido a la prenda.
La manga raglán suele ser muy utilizada en los abrigos, las gabardinas y la indumentaria deportiva, pues permite una mayor libertad de movimientos.

## Historia
La denominación en español procede del inglés raglan, y este de FitzRoy Somerset, primer barón de Raglán, un almirante británico que hizo popular una especie de gabán holgado que empleaba para disimular el brazo que había perdido en la batalla de Waterloo.

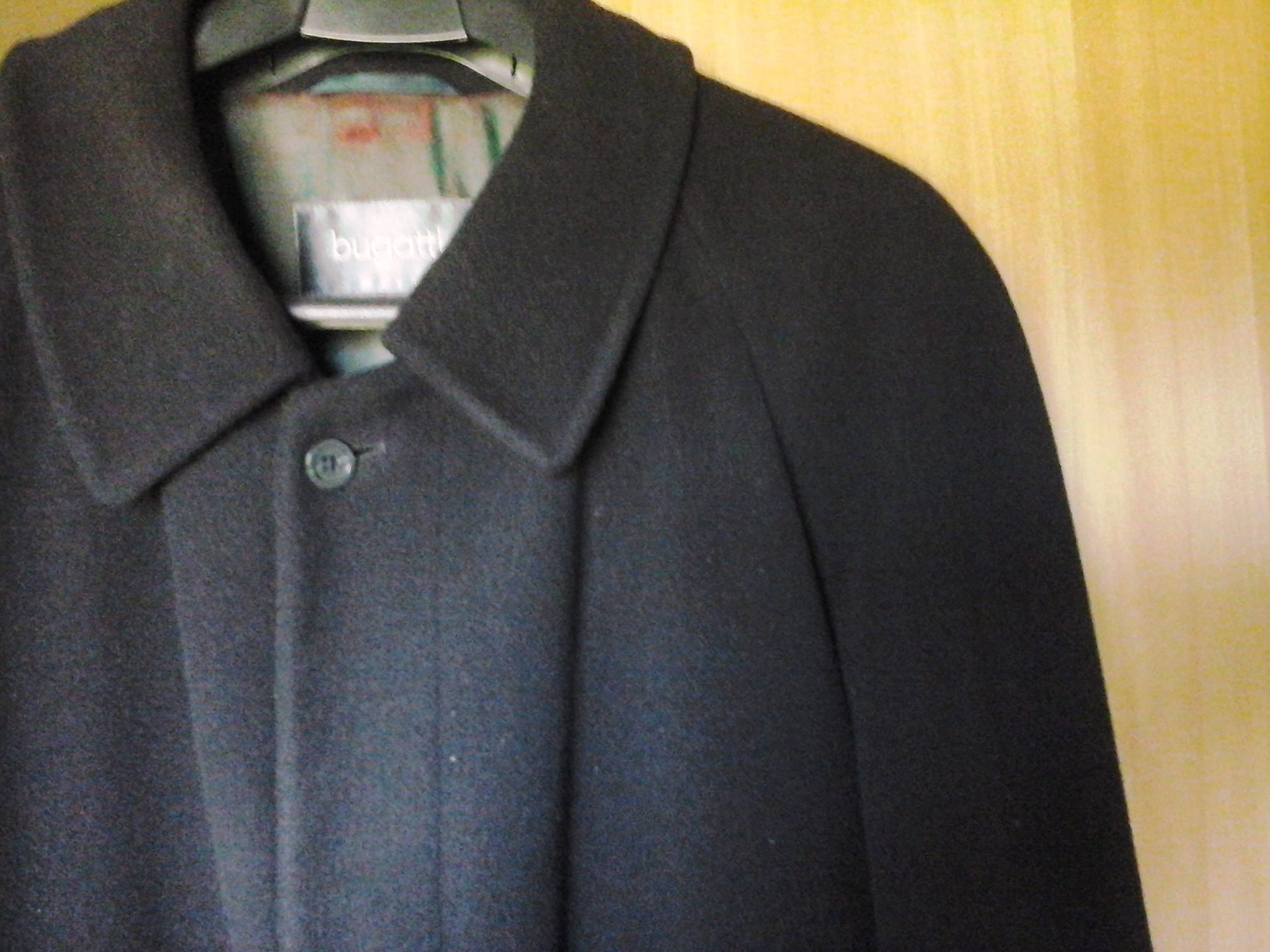
Abrigo con manga raglán.